# Jean Morel (hugenoot)
Jean Morel (Le Teilleul, 1541 – Parijs, circa 27 februari 1559) was een hugenoot in het koninkrijk Frankrijk. De bisschop van Parijs, Eustache du Bellay, liet hem terecht stellen omwille van zijn protestants geloof.

## Levensloop

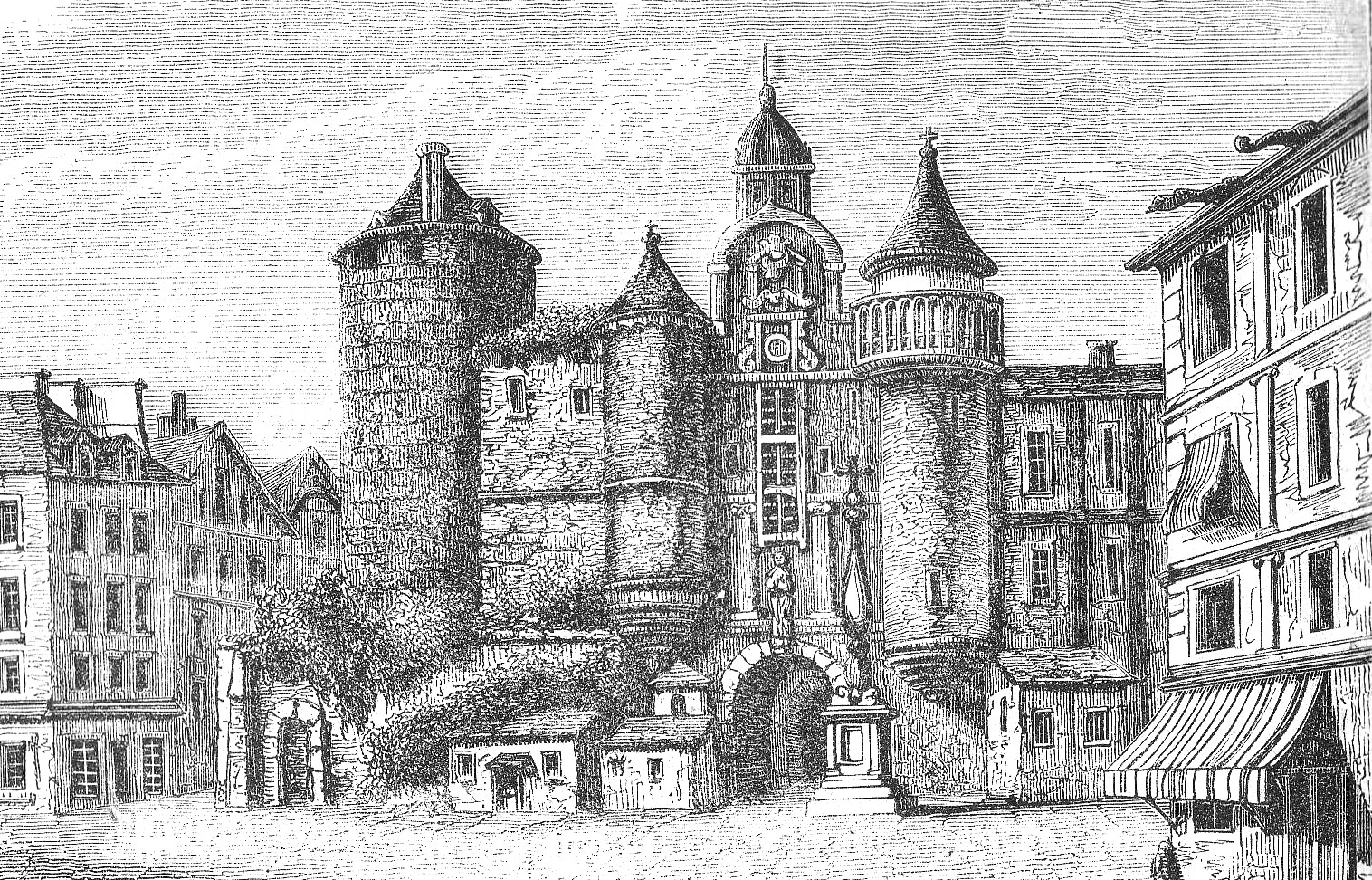
Voormalig Grand Châtelet, gevangenis in Parijs

Morel groeide op in Le Teilleul, in het hertogdom Normandië. Hij was de jongste broer van Guillaume Morel, drukker in Le Teilleul. Guillaume verborg zijn sympathie voor het protestantisme en kreeg geen last van de Inquisitie.
Jean Morel was aanvankelijk leerjongen in de drukkerij, waar hij zich toelegde op boeken in het Oudgrieks. Hij uitte openlijk sympathieën voor de hugenoten en trok naar Genève. Daar bleef hij slechts een week want hij kon geen werk vinden om te voorzien in zijn levensonderhoud.
Morel reisde naar Parijs, waar hij in dienst trad van dominee Antoine de Chandieu (1534-1591), een diplomaat en baron. Eustache du Bellay, bisschop van Parijs, liet Morel arresteren omwille van opruiende taal. Morel werd opgesloten in de Grand Châtelet, een van de stadsgevangenissen. De rechter oordeelde dat de jongeman berouw toonde en liet hem een document ondertekenen waarin Morel, op eerder vage wijze, het protestantisme afzwoer. Zijn oudere broer Guillaume had hiervoor op hem ingepraat. De rechter veroordeelde Morel niet en verwees hem daarom door naar de officiaal (kerkelijk rechter) van het bisdom Parijs. Morel kreeg spijt van zijn handtekening. Voor de officiaal ging Morel heftig te keer tegen de Roomse Kerk. Hij citeerde volop uit de Bijbel. Op 16 februari 1559 werd Morel veroordeeld als ketter. De Inquisitie nam over en folterde hem. Morel verscheen voor de Inquisiteur als een strijdlustige Hugenoot. Enkele dagen later stierf hij door vergiftiging. Zijn lijk werd in de gevangenisgrond gestopt doch nadien ontgraven. Op 27 februari 1559 werd zijn lijk publiek verbrand voor de trappen van de Notre-Dame. Voor de Hugenoten was hij gestorven als een martelaar voor het geloof.